# Инкубация (психология)
Инкуба́ция — методология принятия решений, основанная на подсознательной рекомбинации мыслей, стимулированных сознательной работой над проблемой.
После того как сознательная работа перестаёт давать какие-либо результаты, наступает инкубационный период, который заполняется деятельностью, не связанной с исходной проблемой. Это может быть, в том числе, и грубая физическая работа.

## Термин
В античности термином инкубация (от лат. incubatio — «возлежание») назывался ритуальный способ коммуникации человека с богом во сне с целью получения пророчества, исцеления и т. д.. Список подобных сновидений-пророчеств см. в статье Сновидения в литературе.

## Применение
Вероятно Сеймур Крей использовал инкубацию для решения интеллектуальных проблем, связанных с суперкомпьютерами. В качестве развлечения он занимался копанием тоннеля под своим домом. По его словам, когда он копал тоннель, «эльфы приходили к нему с решениями его проблем».